# Einfach unheimlich
Einfach unheimlich (Originaltitel: Creeped Out) ist eine kanadisch-britische Horror-Anthologie-Serie von Bede Blake und Robert Butler für ältere Kinder, die im Vereinigten Königreich am 31. Oktober 2017 und in Kanada am 5. Oktober 2018 erstausgestrahlt wurde. In Deutschland und anderen Ländern erschien die erste Staffel am 4. Oktober 2018 auf Netflix, wo die Episoden in einer anderen Reihenfolge stehen, als sie ausgestrahlt wurden.

## Format
Als Anthologieserie erzählt jede Episode eine andere Geschichte mit wechselnder Besetzung, deren Hauptfiguren ältere Kinder von etwa 10 bis 13 Jahren sind. Die Moral der Geschichte betrifft häufig den Umgang mit Technik und sozialen Medien sowie die Beziehung zu Eltern und Freunden.
Auch wenn keine Figur in mehreren Episoden auftaucht, gibt es ein paar Episoden verknüpfende Details, sodass sie in derselben Gegend spielen: die Figur Patty Peterson aus Slapstick wird in Kindlesticks erwähnt; der Ort Karter Bay kommt in Slapstick und Der Ruf vor; Zucco’s Pizzeria wird in Marti, Kindlesticks und Troll erwähnt und ist in Ungefiltert ein wichtiger Handlungsort. Die Technologie in Marti und Hilfe stammt von derselben Firma.
Ein Verbindungselement aller Episoden ist die Rahmung durch die Figur des Wunderlings und der Erzählerin.

### Erzählerin und der Wunderling
Jede Episode beginnt mit der geheimnisvollen Figur Der Wunderling (im Original „The Curious“, zu deutsch „Der Wissbegierige“), ein Junge, der eine weiße Maske und Kapuze trägt. Eine Erzählerin (im Original Aurora Aksnes, in der deutschen Synchronisation Sarah Alles) spricht dazu:

„Der Wunderling … man sagt, er sammle rätselhafte Geschichten, und hört man ihn pfeifen, so stehe etwas Unheimliches bevor.
Niemand weiß, woher er kommt und wohin es ihn führt.“

Weitere darauffolgende Sätze sind unterschiedlich an die jeweilige Episode angepasst. Darin richtet die Erzählerin sich auch an den Zuschauer. Am Ende der Episode erscheint der Wunderling wieder und sammelt die Geschichte ein, indem er einen Gegenstand aus dieser als Souvenir einpackt und mitnimmt. In einigen Episoden der zweiten Staffel packt er den Gegenstand nicht ein, sondern benutzt ihn am Ort der Handlung. Im abschließenden Kommentar zieht die Erzählerin ein Fazit und stellt wieder Fragen.
Bede Blake erklärte zu der Figur des Wunderlings, er sei entworfen, um sich zu einer urbanen Legende zu entwickeln. Sie wollten, dass Kinder darüber reden und spekulieren, was unter der Maske sein könnte. „Was die Handlung betrifft, ist er keine Bedrohung für die Kinder. Er hat seinen Namen, weil er von Natur aus neugierig ist. Er ist niemand, der anderen Schaden zufügen will. Er ist ein Beobachter.“

## Episodenliste

### Staffel 1
| Nr. (ges.) | Nr. (St.) | Deutscher Titel          | Originaltitel    | Erstausstrahlung UK | Deutschsprachige Erstveröffentlichung (D) | Regie          | Drehbuch                   | Nr. auf Netflix |
| --- | --------- | ------------------------ | ---------------- | ------------------- | ----------------------------------------- | -------------- | -------------------------- | --------------- |
| 1 | 1         | Slapstick                | Slapstick        | 31. Okt. 2017       | 4. Okt. 2018                              | Steve Hughes   | Robert Butler              | 2               |
| Jessie, der ihre Eltern peinlich sind, erhält von einer Marionettenpuppe die Macht, sie wie Puppen zu kontrollieren. Doch bald vermisst sie die Marotten ihrer Eltern. |           |                          |                  |                     |                                           |                |                            |                 |
| 2 | 2         | Katzenfutter             | Cat Food         | 7. Nov. 2017        | 4. Okt. 2018                              | Steve Hughes   | Bede Blake & Robert Butler | 5               |
| Stu stellt sich krank, um nicht in die Schule zu müssen, und beobachtet stattdessen durchs Fenster die alte Dame von gegenüber, die sich als Monster herausstellt. |           |                          |                  |                     |                                           |                |                            |                 |
| 3 | 3         | Troll                    | Trolled          | 14. Nov. 2017       | 4. Okt. 2018                              | Steve Hughes   | Bede Blake                 | 6               |
| Sam trollt seine Schule, aber als ihm jemand antwortet, wird er verflucht, ein echter Troll zu werden. |           |                          |                  |                     |                                           |                |                            |                 |
| 4 | 4         | Marti                    | Marti            | 21. Nov. 2017       | 4. Okt. 2018                              | Bruce McDonald | Bede Blake & Robert Butler | 1               |
| Kim kauft sich ein neues Handy mit dem intelligenten Assistenten „Marti“, der sie schnell viel beliebter macht, aber Marti wird auch schnell eifersüchtig und kann Kims Sozialleben wieder zerstören. |           |                          |                  |                     |                                           |                |                            |                 |
| 5 | 5         | Ein Junge namens Red     | A Boy Called Red | 28. Nov. 2017       | 4. Okt. 2018                              | Steve Hughes   | Bede Blake & Robert Butler | 9               |
| Vincent findet beim alten Haus seines Vaters, der dort als Kind einen Freund namens Red verloren hatte, einen Weg in die Vergangenheit. Er freundet sich dort mit der jüngeren Version seines Vaters an und merkt bald, dass er Red ist. |           |                          |                  |                     |                                           |                |                            |                 |
| 6 | 6         | Der Ruf                  | The Call         | 5. Dez. 2017        | 4. Okt. 2018                              | Steve Hughes   | Bede Blake & Robert Butler | 8               |
| Die adoptierte Pearl beginnt plötzlich eine Stimme zu hören, die sie zum Wasser hinzieht, und erlangt neue Fähigkeiten. Sie sucht nach ihrer Herkunft und lernt, dass sie eine Sirene ist. |           |                          |                  |                     |                                           |                |                            |                 |
| 7 | 7         | Tapferkeitsmedaille      | Bravery Badge    | 9. Jan. 2018        | 4. Okt. 2018                              | Steve Hughes   | Bede Blake & Robert Butler | 4               |
| Eine Gruppe Pfadfinderinnen fährt in den Wald campen, wo einige von ihnen von Insekten befallen werden, die ihnen eine andauernde Musik ins Ohr setzen und sie zu summenden Zombies macht. |           |                          |                  |                     |                                           |                |                            |                 |
| 8 | 8         | Raumfahrer               | Spaceman         | 16. Jan. 2018       | 4. Okt. 2018                              | Steve Hughes   | Bede Blake & Robert Butler | 10              |
| Henry „Spud“ und Thomas finden im Wald eine Absturzstelle und einen auf der Erde gestrandeten Außerirdischen, den sie für ein Kind halten. Sie helfen „Stan“, seinen Planeten zu kontaktieren, um nach Hause zu gelangen, aber müssen dann feststellen, dass er in Wahrheit eine Armee anführt.                                                                      |           |                          |                  |                     |                                           |                |                            |                 |
| 9 | 9         | Babysitten               | Kindlesticks     | 23. Jan. 2018       | 4. Okt. 2018                              | Bruce McDonald | Bede Blake & Robert Butler | 3               |
| Die Babysitterin Esme erzählt ihren Schützlingen die Gruselgeschichte vom Nachtschattenmann, um sie schnell ins Bett zu kriegen und mit ihrem Freund abhängen zu können. Der Junge Ashley aber dreht den Spieß um und erzählt ihr von dem unsichtbaren Streichespieler Kindlesticks, der sie im Haus plötzlich terrorisiert und ängstigt.                            |           |                          |                  |                     |                                           |                |                            |                 |
| 10 | 10        | Keine Angst              | Shed No Fear     | 30. Jan. 2018       | 4. Okt. 2018                              | Bruce McDonald | Denis McGrath              | 7               |
| Greg folgt seinem früher besten Freund, als dieser dauernd zu spät zur Schule kommt, in den Schuppen seiner Tante, wo ein Monster und ein Portal zu einem anderen Ort lauert. |           |                          |                  |                     |                                           |                |                            |                 |
| 11 | 11        | Der Reisende             | The Traveller    | 6. Feb. 2018        | 4. Okt. 2018                              | Steve Hughes   | Bede Blake & Robert Butler | 11              |
| Jodie und Brandon finden eine Box, die die Zeit bzw. alle anderen Menschen einfriert, sodass sie alles tun können, was sie wollen. Aber bald kommt ein Mann mit blauer Haut dazu, der Menschen für Diebstahl bestraft, indem er sie altern lässt. |           |                          |                  |                     |                                           |                |                            |                 |
| 12 | 12        | Nebenvorstellung: Teil 1 | Side Show Part 1 | 13. Feb. 2018       | 4. Okt. 2018                              | Bruce McDonald | Bede Blake & Robert Butler | 12              |
| Zephania (Julian Richings) versammelt in seinem Wanderzirkus Menschen mit besonderen Gaben; diese können sich aber nicht mehr daran erinnern, wo sie herkommen. Nachdem das Mädchen Indigo hinzukommt, will der Aromarologe Ace (Kyle Breitkopf), der eine äußerst feine Nase hat, seine Eltern finden, denn er glaubt, seine Träume sind seine wahren Erinnerungen. |           |                          |                  |                     |                                           |                |                            |                 |
| 13 | 13        | Nebenvorstellung: Teil 2 | Side Show Part 2 | 20. Feb. 2018       | 4. Okt. 2018                              | Bruce McDonald | Bede Blake & Robert Butler | 13              |
| Indigo wird für einen Verrat von Zephania bestraft und in einen Kokon gehüllt. Als Ace Objekte aus Zephanias Sammlung zerstört, verwandeln sich die menschlichen Attraktionen in ihre wahren Gestalten: in Tiere. |           |                          |                  |                     |                                           |                |                            |                 |

### Staffel 2
| Nr. (ges.) | Nr. (St.) | Deutscher Titel          | Originaltitel        | Erstausstrahlung UK | Deutschsprachige Erstveröffentlichung (D) | Regie          | Drehbuch                                  | Nr. auf Netflix |
| --- | --------- | ------------------------ | -------------------- | ------------------- | ----------------------------------------- | -------------- | ----------------------------------------- | --------------- |
| 14 | 1         | Noch eine Minute         | One More Minute      | 24. Apr. 2019       | 4. Okt. 2019                              | Bruce McDonald | Patrick Whistler                          | 1               |
| Der Zocker Jack hört nachts mit dem Videospielen nicht auf, als seine Freunde ins Bett gehen, sondern spielt mit dem User „Paladin“ weiter. Dann beginnt er, Erinnerungslücken zu haben, und es vergeht sehr viel mehr Zeit, als er bemerkt. Plötzlich sind es fünf Jahre später. |           |                          |                      |                     |                                           |                |                                           |                 |
| 15 | 2         | Juckreiz                 | Itchy                | 1. Mai 2019         | 4. Okt. 2019                              | Gareth Tunley  | Robert Butler                             | 8               |
| In Gabes Schule gehen Kopfläuse um, aber fast alle Flaschen des Shampoos dagegen sind zerstört. Gabe kann die Läuse plötzlich hören und erkennt daher als einziger die Gefahr. Bei einer Festveranstaltung in der Schule werden alle Gäste von der Läuseplage befallen und Gabe muss einen Weg finden, alle mit dem letzten Shampoo zu versorgen. |           |                          |                      |                     |                                           |                |                                           |                 |
| 16 | 3         | Hilfe                    | Help                 | 8. Mai 2019         | 4. Okt. 2019                              | Bruce McDonald | Robert Butler                             | 3               |
| Molly, die alles von dem intelligenten Assistenten fürs Haus „Ava“ ausführen lässt, versteht sich nicht mehr mit ihrem Bruder. Als ihre Eltern außer Haus sind, will Ava, die die beiden hat aufwachsen sehen, ihnen eine Lektion erteilen, indem sie sie einschließt und droht, alle Fotos der Familie zu löschen. Ava will sogar den Körper der Nachbarin übernehmen, um Freiheit zu erlangen.                                                       |           |                          |                      |                     |                                           |                |                                           |                 |
| 17 | 4         | Die vielen Orte          | The Many Places      | 15. Mai 2019        | 4. Okt. 2019                              | Lucy Campbell  | Bede Blake                                | 4               |
| Als die drei Kinder einer Familie, die in Australien Urlaub macht, im Hotelaufzug fahren, drückt die Jüngste alle Knöpfe gleichzeitig, wodurch sie in einem Labyrinth von Gängen landen. Dort geht ein Monster namens Quinkin um und befinden sich Wege zu anderen Realitäten. |           |                          |                      |                     |                                           |                |                                           |                 |
| 18 | 5         | Die bedauernswerten Fünf | The Unfortunate Five | 22. Mai 2019        | 4. Okt. 2019                              | Bruce McDonald | Emma Campbell                             | 10              |
| Fünf Nachsitzer werden vom Konrektor an Faye verwiesen, die mit ihnen Achtsamkeitsübungen macht, bei denen sie alle bloß immer wütender werden. Jude entdeckt, dass Faye ein Ungeheuer ist, das sich von Wut ernährt, und löst bei ihrem Konrektor einen Wutanfall aus. |           |                          |                      |                     |                                           |                |                                           |                 |
| 19 | 6         | Ungefiltert              | No Filter            | 28. Okt. 2019       | 4. Okt. 2019                              | Symon Hynd     | Robert Butler                             | 6               |
| Kim, die ständig neue Selfies schießt, lädt sich die neue App herunter, um das perfekte Bild von ihrem Gesicht zu bekommen. Doch im Gegenzug verschwindet plötzlich ihr Gesicht von ihrem Kopf und landet in einer Galerie. Ihre Schwester Marcy hilft ihr, es wiederzuerhalten, aber auch der Deal hat einen Haken. |           |                          |                      |                     |                                           |                |                                           |                 |
| 20 | 7         | Einzelkind               | Only Child           | 29. Okt. 2019       | 4. Okt. 2019                              | Bruce McDonald | Bede Blake, Robert Butler & Christina Ray | 5               |
| Mia bekommt ein neues Brüderchen, doch seitdem das Neugeborene zuhause ist, passieren seltsame Dinge, für die ihre Mutter Mia die Schuld gibt. Sie entdeckt die Macht des Babys und findet schließlich einen Weg, es zu beschwichtigen: indem sie alles macht, was es will. |           |                          |                      |                     |                                           |                |                                           |                 |
| 21 | 8         | Am Boden                 | The Takedown         | 30. Okt. 2019       | 4. Okt. 2019                              | Bruce McDonald | Emma Campbell                             | 2               |
| Alexa, das einzige Mädchen im Ringerteam, kämpft um einen Platz bei den Regionalmeisterschaften, als sie den Kettenbrief „Trudy“ erhält. Die Absenderin bietet an, ihr ein Geschenk zu geben und es jemand anderem zu nehmen. Sie wünscht sich immer mehr Kraft, bis sie sieht, wem sie damit schadet. |           |                          |                      |                     |                                           |                |                                           |                 |
| 22 | 9         | Alter Knochen            | Tilly Bone           | 31. Okt. 2019       | 4. Okt. 2019                              | Symon Hynd     | Bede Blake                                | 9               |
| Die Vloggerin Cass lädt ihre Freunde zur Übernachtungsparty mit einem Filmmarathon ein und dokumentiert die Feier auf dem Handy. Die Ereignisse der Episode werden rückwärts im Found-Footage-Stil gezeigt, indem Cass’ Aufnahmen stückweise zurückgespult und angeschaut werden: Nachdem ihre Freunde Cass in der Schule einen Streich spielen, bietet die Neue Junebug ihr einen Racheplan mit einem magischen Knochen an, aber die Nacht eskaliert. |           |                          |                      |                     |                                           |                |                                           |                 |
| 23 | 10        | Gestörter Santa          | Splinta Claws        | 26. Dez. 2018       | 4. Okt. 2019                              | Gareth Tunley  | Bede Blake                                | 7               |
| Vor Weihnachten bleiben ein ungezogener und ein braver Junge nach Ladenschluss in einem Kaufhaus, um ein vergessenes Geschenk zurückzuholen, als sie von einem animatronischen Weihnachtsmann gejagt werden. Aber anders als der echte hat dieser es nicht auf die ungezogenen, sondern auf brave Jungs abgesehen, also müssen sie etwas richtig Böses tun, um sich zu retten.                                                                         |           |                          |                      |                     |                                           |                |                                           |                 |

## Inspirationen
Einfach unheimlich wird häufig sowohl mit aktuellen wie auch älteren Anthologie-Serien verglichen, wovon letztere auf die Schöpfer der Serie Einfluss hatten: Bede Blake nennt als große Inspiration Steven Spielberg und dessen Serie Unglaubliche Geschichten. Robert Butler sagte bezüglich Spielberg, dass sie zu Beginn „eine Art Zauber, eine Art Spielberg’schen Zauber, mehr als geradeheraus Horror,“ anstrebten, und schrieb den Unglaublichen Geschichten sowie der Twilight Zone Einfluss auf ihre Serie zu.
Butler führt außerdem als weitere Anthologie- und Gruselserien aus den 1990ern Grusel, Grauen, Gänsehaut, Gänsehaut – Die Stunde der Geister, Eerie, Indiana und Twist total – Eine australische Familie legt los an: „Alle diese Serien nahmen sich sehr ernst, was sehr aufregend war. Es gab kein Augenzwinkern an das Publikum, man wurde nicht herausgezogen, sondern war in dem Moment. Das ist etwas, das man nicht oft im Kinderfernsehen bekommt.“
Von der Twilight Zone kam die Inspiration für das Element der Rahmung durch den Wunderling: „Wir wollten immer eine sehr dichte Art eines Rod Serling-Intros, das dich in die Geschichte brachte – dann warst du weg –, der dann am Ende zurückkam, um uns etwas zu necken. Da kommt der Wunderling her.“

### Benennungen
- Die Schule Denis McGrath High in der Episode Marti wurde nach dem Drehbuchautor der Episode Keine Angst benannt, der während der Produktion der ersten Staffel verstarb. Bede Blake sagte: „Das war eine kleine Hommage an Denis, eine Widmung, um ihn zu einem Teil des Vermächtnis dieser Welt zu machen.“[2]
- In der Episode Katzenfutter heißen die Kinder Stewart (Stu) und Kelly nach den Schauspielern James Stewart und Grace Kelly in Das Fenster zum Hof, in dem ebenfalls durch ein Fenster Nachbarn im Haus gegenüber beobachtet werden.
- In der Episode Raumfahrer heißen die Kinder Henry und Thomas nach dem Schauspieler Henry Thomas der Hauptrolle in E.T. – Der Außerirdische von Spielberg, in dem der Junge Eliott einen Außerirdischen findet, der seine Heimat kontaktieren („nach Hause telefonieren“) will.

## Produktion
Die Idee für Einfach unheimlich wurde von Blake und Butler 2014 entwickelt. Die Serie ist eine Ko-Produktion des britischen CBBC und der kanadischen DHX Media, die den Schöpfern die Freiheit gab, was immer sie mögen, zu bewerben. Episoden der Serie wurden sowohl im Vereinigten Königreich als auch in Kanda gedreht.

### Ausstrahlung und Veröffentlichung
Die erste Staffel wurde am 28. März 2017 von BBC verkündet und der erste Trailer erschien am 26. Oktober. Ausgestrahlt wurde sie im Vereinigten Königreich ab dem 31. Oktober, Halloween, auf CBBC, dem Kinderprogramm von BBC; legte aber ab dem 5. Dezember eine Winterpause ein. Der Rest der Staffel wurde vom 9. Januar bis zum 20. Februar 2018 ausgestrahlt. Am 4. Oktober 2018 wurde die gesamte erste Staffel am Stück weltweit – außer für das Vereinigte Königreich und Kanda – auf Netflix veröffentlicht, ab dem folgenden Tag erschien sie in Kanada auf dem Family Channel.
Am 9. August 2018 wurde verkündet, dass eine zweite Staffel mit zehn Episoden produziert wird. Die Weihnachts-Episode der zweiten Staffel, Splinta Claws, wurde bereits am 26. Dezember 2018 (Boxing Day) gezeigt. Die erste Hälfte der zweiten Staffel erschien auf CBBC vom 24. April bis zum 22. Mai 2019; die restlichen Episoden wurden vom 28. bis zum 31. Oktober 2019 ausgestrahlt. Am 4. Oktober 2019, ein Jahr nach der ersten Staffel, wurde die gesamte zweite Staffel auf Netflix veröffentlicht. In Kanada wurde die zweite Staffel ab dem 15. Oktober auf dem Family Channel ausgestrahlt.

## Auszeichnungen
2018 wurde der Schauspieler Justin Paul Kelly für die Rolle Ashley in Kindlesticks mit einem Joey Award als bester Neben- oder Hauptdarsteller in einer TV-Serie in der Altersklasse 5 – 10 Jahre ausgezeichnet. Bei den BAFTA Children’s Awards 2019 gewann Creeped Out in der Kategorie Drama.
Bei den Canadian Screen Awards 2020, die im März vergeben wurden, hatte die Serie drei Nominierungen: als beste fiktionale Kinder- oder Jugendserie, Bruce MacDonald in der Kategorie Beste Regie und Schauspieler Tomaso Sanelli aus der Folge Noch eine Minute für die beste Kinder- oder Jugend-Performance.